# Sienra
Sienra es el topónimo que designa al lugar, capellanía y población a orillas del río Nalón en Asturias. Pertenece al concejo de San Martín del Rey Aurelio y a la parroquia de Blimea.
Entre los edificios notables destacan el lavadero, el molino de agua, ambos de principio del siglo XX, y la capilla que cobra una labor fundamental durante las procesiones de Semana Santa que recorren desde la Iglesia de Blimea hasta esta.

## Personajes Ilustres
- Ángeles Lamuño, actriz de teatro cine y televisión[3][4]

## Demografía
| Gráfica de evolución demográfica de Sienra entre 2000 y 2015 |
|                                                              |

## Galería
|          |
| Lavadero |

|         |
| Capilla |

|                          |
| Construcciones populares |

|                                                   |
| Reguero de Sienra antes de desembocar en el Nalón |